# Henri-Charles Puech
Pour les articles homonymes, voir Puech.
Henri-Charles Puech, né à Montpellier le 20 juillet 1902 et mort le 11 janvier 1986 à Fontenay-lès-Briis est un historien des religions français qui occupa la chaire d'histoire des religions du Collège de France de 1952 à 1972.

## Biographie
Fils du docteur Paul Puech, il est originaire du Cailar où il conserve une maison avec ses frères. Il a d'ailleurs donné une préface à la réédition de la synthèse de l'historien local Léon Pasquier.
Agrégé de philosophie (1924), il s'intéresse à la philosophie grecque, plus particulièrement à l'hermétisme et au néoplatonisme, avant de se tourner vers l'étude des doctrines chrétiennes des premiers siècles, discipline qu'il enseignera longtemps à l'École pratique des hautes études. Son enseignement eut une grande influence sur le développement des études patristiques dans la seconde moitié du XXe siècle en France. Mais c'est surtout, à la suite de la découverte de nouveaux documents, dans l'étude du manichéisme puis des divers systèmes de pensée gnostiques qu'il a acquis une reconnaissance internationale.
Il a longtemps collaboré à la Revue de l'histoire des religions avant de la diriger et il a présidé, de 1950 à 1965, l'Association internationale pour l'étude de l'histoire des religions.

## Publications
- Histoire des religions, 3 vol., Paris, Gallimard, 1970
- En quête de la gnose, Paris, Gallimard, collection "Bibliothèque des Sciences Humaines", 1978. 2 volumes Tome 1 : La Gnose et le Temps. Tome 2 : Sur l'évangile selon Thomas
- Sur le manichéisme et autres essais, Paris, Flammarion, coll. « Idées et recherches », 1979.

## Distinctions
- Officier de la Légion d'honneur (1963)
- Commandeur de l'ordre des Palmes académiques (1965)
- Commandeur de l'ordre national du Mérite (1969)

## Source
- Antoine Guillaumont, Hommage à Henri-Charles Puech, 1988.